# Space Revolver
Space Revolver è il quinto album discografico in studio del gruppo musicale svedese di rock progressivo The Flower Kings, pubblicato nel 2000.

## Tracce
Testi e musiche di Roine Stolt, eccetto dove indicato.
1. I Am the Sun - Part One – 15:03
2. Dream on Dreamer (Tomas Bodin, Stolt) – 2:43
3. Rumble Fish Twist (Bodin) – 8:06
4. Monster Within – 12:55
5. Chicken Farmer Song – 5:09
6. Underdog – 5:29
7. You Don't Know what You've Got (Hasse Fröberg) – 2:39
8. Slave to Money – 7:30
9. A King's Prayer – 6:02
10. I Am the Sun - Part Two – 10:48

## Formazione
- Roine Stolt - voce, chitarre, basso
- Tomas Bodin - piano, organo, synth, mellotron
- Hasse Fröberg - voce, chitarra acustica
- Jonas Reingold - basso
- Jaime Salazar - batteria
- Hasse Bruniusson - percussioni
- Ulf Wallander - sax soprano